# Ján Kocian
Ján Kocian (Zlaté Moravce, 13 marzo 1958) è un allenatore di calcio, dirigente sportivo ed ex calciatore slovacco, fino al 1993 cecoslovacco, di ruolo difensore.

## Palmarès

### Giocatore

#### Club
- Coppa di Slovacchia: 1

Dukla Banská Bystrica: 1980-1981

#### Individuale
- Calciatore cecoslovacco dell'anno: 1

1990